# Nomada aztecorum
Nomada aztecorum är en biart som beskrevs av Cockerell 1903. Nomada aztecorum ingår i släktet gökbin, och familjen långtungebin.

## Underarter
Arten delas in i följande underarter:
- N. a. aztecorum
- N. a. pratensis